# Susan Williams, Baroness Williams of Trafford

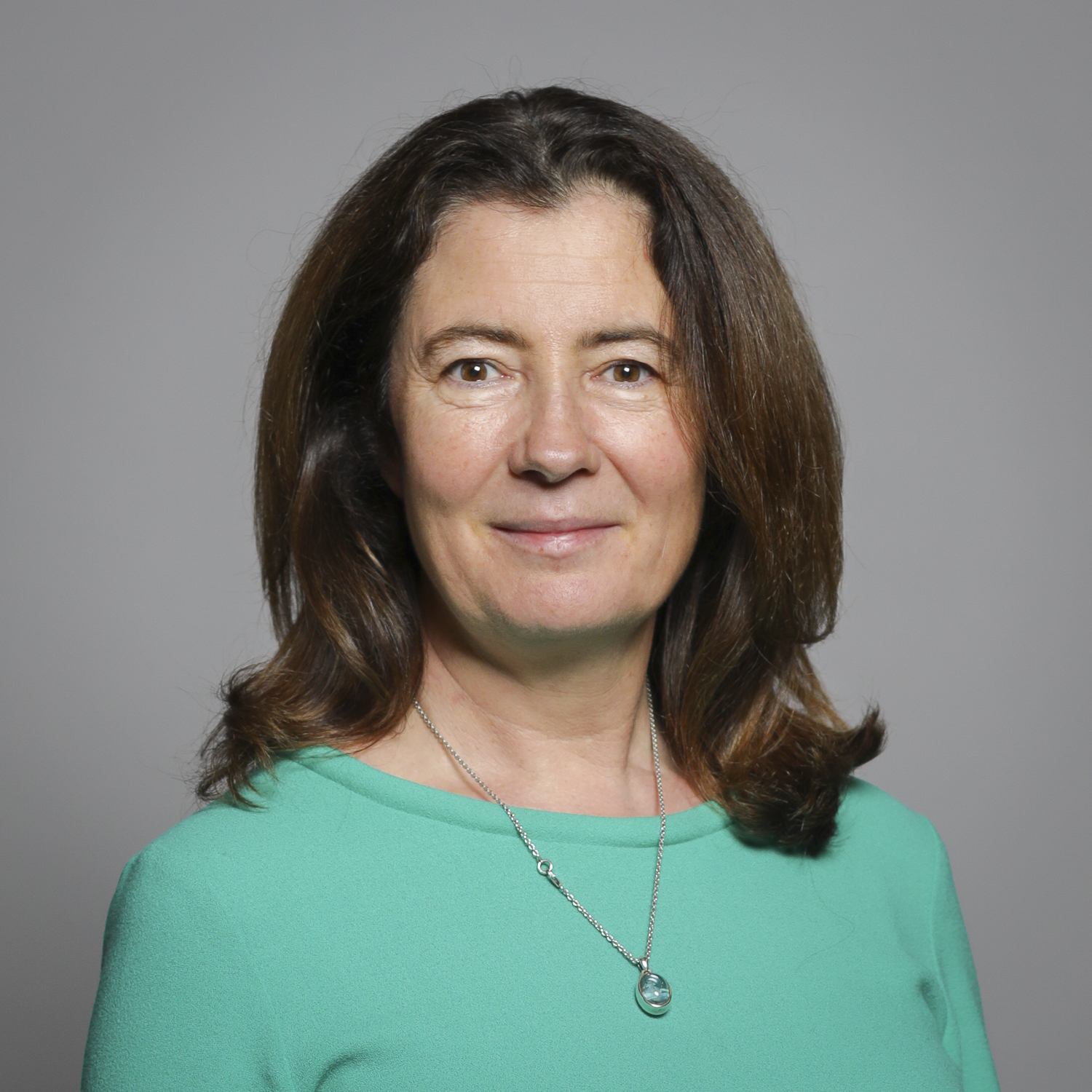
Susan Williams, Baroness Williams of Trafford, 2019

Susan Frances Maria Williams, Baroness Williams of Trafford (* 16. Mai 1967) ist eine britische Politikerin der Conservative Party. Seit September 2013 ist sie als Life Peer Mitglied des House of Lords.

## Leben
Williams wurde als Susan Fildes geboren. Sie besuchte von 1978 bis 1985 die La Sagesse High School, eine römisch-katholische Privatschule, in Jesmond, einem Vorort von Newcastle upon Tyne. Von 1987 bis 1991 studierte sie an der University of Huddersfield, wo sie einen  Bachelor of Science (B.Sc. Hons) im Fach Ernährungswissenschaft (Applied Nutrition) erwarb.
Seit Ende der 1990er Jahre ist Williams für die Conservative Party politisch aktiv. Ihre politische Karriere begann sie in der Kommunalpolitik. Im Mai 1998 wurde sie für die Conservative Party als Ratsmitglied (Councillor) in den Trafford Metropolitan Borough Council, den Stadtrat von Trafford, gewählt; dort vertrat sie den Wahlkreis Altrincham Ward. Seit 2002 war sie Vorsitzende der Conservative Party im Wahlbezirk Trafford. Von 2004 war bis 2009 war sie Vorsitzende (Leader) des Trafford Metropolitan Borough Council. In dieser Funktion war sie für die strategische politische Ausrichtung des Trafford Council verantwortlich. Im März 2011 schied sie aus dem Trafford Metropolitan Borough Council aus.
Während ihrer politischen Tätigkeit im Trafford Council gehörte sie mehreren regionalen Körperschaften und Gremien an. Sie war Mitglied (Member) der Greater Manchester Police Authority (Mai 2008 bis Mai 2009) und Aufsichtsratsmitglied (Board Member) der Central Salford Urban Regeneration Company (Juni 2008 bis April 2010). Von Dezember 2007 bis Dezember 2011 war sie Aufsichtsratsmitglied (Non-executive Director) der North West Development Agency. Von April 2006 bis April 2012 arbeitete sie auch als Beraterin (Leadership Consultant) in der  Local Government Improvement and Development Agency (LGID). Dort unterstützte und beriet sie Kommunalpolitiker bei der Ausführung ihrer Aufgaben in den Bereichen Finanzen,  Kooperationen, Führung und Management sowie im Sozialwesen im Bereich Pflegedienste und Altenbetreuung. Von April 2011 bis September 2012 war sie außerdem Vorsitzende für den Bezirk North West (North West Chairman) des Heritage Lottery Fund (HLF), einer Non-Profit-Organisation, die sich für die Erhaltung des nationalen Kulturerbes einsetzt.
Seit Januar 2011 ist sie Direktorin (Director) der Non-Profit-Organisation North West Rail Campaign; die Organisation setzt sich, insbesondere durch Networking, Vermittlungen und Kontaktanbahnungen, für Investitionen im Bereich des Eisenbahnverkehrs im Nordwesten Großbritanniens ein. Seit Mai 2012 ist sie Geschäftsführerin (Executive Director) von Atlantic Gateway, einem Strategieprojekt für Investitionen im Nordwesten Englands, im Korridor zwischen Greater Manchester und Merseyside. Das Projekt umfasst insbesondere auch die Sanierung des Hafens von Liverpool und des Manchester Ship Canal.
Bei den Britischen Unterhauswahlen 2001 trat sie, damals noch unter ihrem Mädchennamen Susan Fildes, für die Conservative Party erfolglos im Wahlkreis Wythenshawe and Sale East an. Bei den Britischen Unterhauswahlen 2010 kandidierte sie erneut für die Conservative Party im Wahlkreis Bolton West für einen Sitz im Britischen Unterhaus und verlor knapp.
Am 1. August 2013 wurde bekanntgegeben, dass Williams zum Life Peer ernannt und für die Conservative Party Mitglied des House of Lords werden soll. Sie wurde als sog. „Working Peer“ berufen. Am 20. September 2013 wurde sie formell zum Life Peer erhoben; sie trägt den Titel Baroness Williams of Trafford, of Hale in the County of Greater Manchester. Sie gehört dem House of Lords seit 20. September 2013 auch formell an. Am 5. November 2013 wurde sie, mit Unterstützung von Patricia Morris, Baroness Morris of Bolton und Michael Howard, Baron Howard of Lympne, offiziell ins House of Lords eingeführt. Zu ihren politischen Interessengebieten gehören insbesondere Bildungspolitik und Gesundheitspolitik.